# 東島卯八

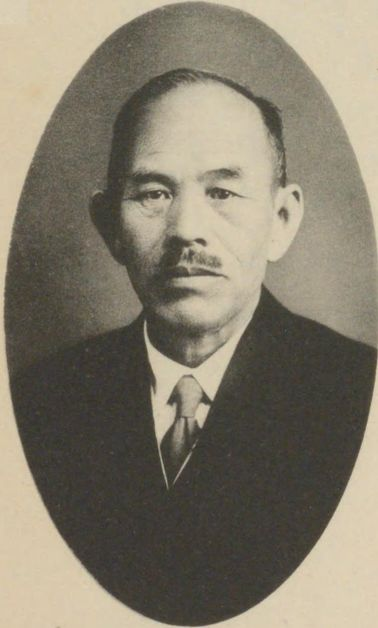
東島卯八

東島 卯八（とうじま うはち、1873年〈明治6年〉1月24日 - 1959年〈昭和34年〉）は、大正から昭和時代の政治家。岐阜県大垣市長。

## 経歴
佐賀県杵島郡橋下村出身。東島平三郎の養子となる。
佐賀県藤津郡書記、同県西松浦郡長、岐阜県養老郡長、同県本巣郡長、同県安八郡長を経て、1924年（大正13年）10月4日に大垣市長に就任。1945年（昭和20年）12月20日まで務めた。周辺町村の編入合併や大垣城の国宝指定などに尽力した。